# Eubie!
Eubie! var en broadwaymusikal som hade premiär den 20 september 1978 på Ambassador Theatre i New York. Den sista föreställningen hölls den 7 oktober 1979 och totalt gavs 439 föreställningar. Musikalen hyllar den amerikanske jazzmusikern och kompositören Eubie Blake och består av 24 låtar som Blake skrivit genom åren (med texter av Noble Sissle, Andy Razaf eller Jim Europe). Föreställningen producerades av Ashton Springer, dirigerades av Julianne Boyd, koreografrerades av Billy Wilson och Henry LeTang (med kostym av Bernard Johnston).

## Nomineringar och priser
Eubie! nominerades 1979 till
Tony Award i klasserna Best Original Score, Best Performance by a Featured Actor in a Musical (Gregory Hines) och Best Choreography
Drama Desk Award i klasserna Outstanding Musical, Outstanding Featured Actress in a Musical (Lynnie Godfrey) och Outstanding Choreography
Därutöver vann Gregory Hines Theatre World Award 1979 för sin roll i Eubie!.